# Scheurkalender
Een scheurkalender is een kalender waarbij men elke dag een blad afscheurt waarbij iedere datum een eigen pagina heeft. Op deze manier is het in een oogopslag duidelijk wat voor datum en dag het is. De traditionele scheurkalender heeft een kalenderschild met een illustratie van het thema van de kalender. Daarop is een naar verhouding klein kalenderblok met de dagblaadjes gemonteerd. Moderne kalenders hebben een groter formaat blok en het schild ontbreekt dikwijls.
Er waren en zijn vele themakalenders. In België wordt sinds het begin van de 20ste eeuw De Druivelaar (Frans: Le Sablier) gedrukt. Een Nederlandse tegenhanger is de Gerarduskalender van het Redemptoristenklooster te Wittem.
In Nederland was in de vorige eeuw in protestantse kringen de Bijbelse Maranathakalender, met op het schild een stichtelijke afbeelding, zeer bekend. De sinds 1914 verschijnenende scheurkalender Een Handvol Koren, van de Gereformeerde Zendingsbond, wordt nog steeds uitgegeven. Een moderne kalender was de Bescheurkalender van Kees van Kooten en Wim de Bie die verscheen tussen 1972 en 1986 evenals Jan Pelleboer's weerkalender, die verscheen in 1984 en 1985. 
Meestal heeft elke dag zijn vaste rubrieken, zoals de hoeveelste dag van het jaar, de uren van zonsopgang en -ondergang, de patroonheilige van de dag of een opmerkelijk feit uit de geschiedenis dat op dezelfde datum plaatsvond.
Daarnaast vermelden veel scheurkalenders bij iedere dag een grap, een weerspreuk of iets opmerkelijks. Naast tekst kan er bijvoorbeeld ook een strip of foto worden toegevoegd.
Een online variant van de scheurkalender is de motd (message of the day) die in Unix is ingebouwd.